# Kungariket Kahuripan

Karta över kungariket Kediri. Kahuripan utgjordes av det område som sedan delades upp i Kediri och Janggala, som i sin tur sedan förenades under Kediri, som det ser ut på kartan.

Kungariket Kahuripan, också kallat Kuripan, var ett hindu-buddhistiskt kungarike på östra Java mellan 1019 och 1042. Det kan betraktas som en fortsättning på kungariket Medang. 
När Medang på centrala Java erövrades av Shrivijayariket 1016-1017, var Airlangga, son till kung Udayana Warmadewa av Bali och Mahendradatta av Medang och därmed systerson till Medangs sista kung, den enda medlem av Medangs kungafamilj som överlevt. Han samlade ihop Medangs lojalister och lyckades bilda ett nytt kungarike, Kahuripan, på östra Java. Kahuripan varade bara under Airlanggas regeringstid. När han abdikerade till förmån för sina två söner år 1045, delade han riket, och skapade därmed kungariket Janggala (1045-1136) och kungariket Kediri (1045-1222). 